# Space age pop
L’Space Age Pop és un subgènere de la pop també s'anomena bachelor pad music o música lounge. L’Space Age Pop es va inspirar en l'esperit d'aquells temps, un optimisme basat en la pujada de l'economia i la tecnologia de la postguerra, i l'entusiasme per les primeres incursions de la humanitat a l'espai. Tot i que no hi ha un àlbum, una data o un any exactes en què va néixer el gènere, el productor Irwin Chusid identifica el seu temps com "aproximadament 1954 a 1963, des de l'alta fidelitat (hi-fi) fins al l'arribada dels Beatles".

La música no es limita a un sol estil, i no sempre es classifica fàcilment. Hi ha diversos estils que es poden reconèixer com a influència: compositors clàssics com Ravel i Debussy; les big bands dels anys quaranta; i diferents estils exòtics, com la samba, el llatí i el calypso jazz. El pop de l'Era Espacial està relacionat amb els gèneres de música lounge, exòtica o música bella/fàcil d'escoltar, i pot ser considerat com un precursor del gènere musical de la música espacial. Els discos de pop de l'era espacial sovint tenen portades relacionades amb l'espai, com ara cohets, paisatges lunars o gràfics d'aspecte extraterrestre.

## Gènere i estil
El pop de l'era espacial va aportar innovació a la música popular de diverses maneres. Els seus inicis a principis dels anys 50 incloïen alguns dels primers exemples d' àlbums conceptuals, i abraçaven la forma més antiga d'enregistraments de quatre pistes introduïda el 1957.
Tot i que la música pop de l'era espacial adopta una varietat d'enfocaments en estil, ritme, composició i arranjament, també mostra algunes similituds. Per exemple, molts dels compositors associats amb el gènere van utilitzar una orquestra de corda per aplicar calidesa i color al so, sovint combinada amb una secció de percussió llatina. S'utilitzen una varietat d'instruments de teclat, des del piano fins a les marimbes i l'orgue, amb freqüència, i de vegades fins i tot el theremin per al so extraterrestre. Els arranjaments dels instruments solen ser molt originals, transmeten sentit de l'humor i encant lúdic. Fins i tot les portades dels àlbums solen tenir naus temes espacials o modernistes .
També és habitual que els compositors utilitzin coneguts estàndards de jazz com a base per al seu propi treball i enregistraments, com ara Harlem Nocturne, Caravan i Autumn Leaves. Les peces clàssiques també són populars entre els compositors de l'space age, però gairebé sempre estan disposades d'una manera més lleugera que l'original.

## Ressorgiment
L’space age pop, en gran part oblidat després de finals dels anys seixanta, va experimentar un enorme augment de popularitat a principis dels noranta, que va portar al llançament el 1994 del CD recopilatori de la música pop space age de Juan García Esquivel, Space- Age Bachelor Pad Music, que va vendre més de 70.000 còpies. La banda de pop underground Stereolab, l'any 1993, va llançar Space Age Batchelor Pad Music, diu que va tenir un factor important en la conscienciació de la banda. A la dècada de 2010, es pot escoltar el ressorgiment de l'estil a través de l'homenatge Jazz Vocal Ensemble Randy Van Horne Singers.

## Recopilacions de CD
- Melodies and Chief: The History of Space Age Pop Vol. 1, RCA 07863 66645-2
- Mallets in Wonderland: The History of Space Age Pop Vol. 2, RCA 07863 66646-2
- The Stereo Action Dimension: History of Space Age Pop Vol. 3, RCA 07863 66647-2
- Ultra-Lounge, vol. 3: Space Capades, Capitol 7 2438-35176-2
- "RE/SEARCH: Incredibly Strange Music Vols. 1 & 2", Caroline Records 1993 (Vol. 1) & Asphodel Records 1995 (Vol.2)

## Enregistraments notables dels anys 50 i 60 dècades de 1960
- "From Another World" de Sid Bass (RCA Vik)
- "Re-Percussion" de Dick Schory
- "Wired For Sound" (RCA Vik) i "Soundpower!" de Marty Gold
- "Other Worlds Other Sounds" d' Esquivel
- "Skin Diver Suite" de Leo Diamond
- "Persuasive Percussion" d' Enoch Light (Command)
- "Sputnik (Satellite Girl)" de Jerry Engler and the Four Ekkos (Brunswick Records), 1957. (rockabilly)
- "Telstar" escrit per Joe Meek i interpretat pels Tornados (Decca / London Records), 1962.